# 在倉制
在倉制（ざいそうせい）とは、室町時代に関東地方の大名（後に東北地方も含む）が鎌倉府のある鎌倉に出仕して鎌倉公方に奉仕する制度。在鎌倉制とも。

## 概要
京都の室町幕府において、守護大名が将軍に奉仕するために京都に出仕したのと同様に鎌倉公方も鎌倉府管轄の諸国に所領を持つ東国大名に対して主従関係を結ぶとともに、鎌倉公方の警固及び正月や八朔などに行われる行事への参加のために鎌倉への出仕を求めた。その起源は明らかにはされていないが、小山義政の乱の頃までは東国の大名や有力武士はそれぞれの本国に在国しているのが一般的であったと考えられ、在倉制は鎌倉府の権威が安定した1380年代に確立されたと考えられている。その権利が京都の室町幕府からも認められていたことは、鎌倉公方足利持氏が自分に反抗的な山入祐義に対して京都ではなく鎌倉に出仕させるように将軍足利義持に要請して、義持もこれを認めていることから知ることができる（『満済准后日記』応永32年閏6月11日条）。このため、鎌倉には東国の大名や有力な武士の邸宅が建てられ、明徳2年（1391年）に鎌倉府の分国に追加されて新たに鎌倉出仕の義務を負った陸奥・出羽の武士の中には鎌倉の中に邸宅を確保できず、六浦の瀬ヶ崎に邸宅を構えた大崎氏のように鎌倉の郊外から通う例もあった（『余目氏旧記』）。また、出仕した大名や有力武士の中には鎌倉公方から一字拝領を受ける者もいた。ちなみに、この時期の東国大名の中には鎌倉出仕中に病を得て亡くなった者も多い（佐竹義宣・宇都宮満綱・佐竹義盛・千葉兼胤）一方で政治的理由から鎌倉出仕中に鎌倉公方によって粛清された者もいた（小田孝朝（幽閉）・山入与義・大掾満幹・上杉憲忠）。
15世紀に入ると、上杉禅秀の乱や京都扶持衆の成立によって東国大名らと鎌倉公方の対立が激化し、また領国経営への専念のために鎌倉への出仕を拒む者が現れた。武田信重のように鎌倉公方からの粛清を恐れて、京都からの帰国を拒み、守護解任・配流された例もある。
更に永享の乱や享徳の乱によって鎌倉公方が鎌倉にいない状況が長期化したことによって在倉制は消滅する。